# Альбицци, Орландо дельи
 Орландо дельи Альбицци (итал.  Orlando degli Albizzi) XIII, Флоренция — 14 августа 1301, там же) — флорентийский государственный деятель. В 1255 и 1258 входил в совет старейшин Флорентийской республики. В 1284, 1286, 1288, 1291, 1296 был приором купеческого цеха флорентийской синьории. Сын Альбиццо дельи Альбицци, дед Пьеро Альбицци, праправнук Раймондино основателя дома Альбицци.

## Биография
В 1255 году он заседал в Совете старейшин. В 1258 году, в Совете старейшин, он подписал договор о союзе между Флоренцией и Аретинской республикой. В 1260 году он был одним из гвельфких комиссаров, сражавшиеся против гибеллинов на полях Монтаперти. Несмотря на количество солдат, они проиграли это сражение. Орландо, оказался в изгнании в Лукке. Затем он отправляется в паломничество на Святую Землю. Орландо вернулся во Флоренцию лишь в 1282 году. Позже, Орландо становился приором шерстяного цеха пять раз: в 1284, 1288, 1291, 1296 и 1298 годах. Орландо умер 14 августа 1301 года.

## Семья
Орландо был женат Гизоле Пацци, дочка Уберто Пацци одного из вождей гибеллинов, входе этого брака у них родились шесть детей. Также у него было пять братьев Компаньо, Массарино, Бенинказа, Ардиманно Бенинтенди.
- Филиппо, женился на Контессе Донати
- Антонио, женился на Маргарите и на Якопе
- Джано, женился на Маддалене Альфани
- Паньо, женился на Гульэлме делла Рена
- Мазо, умер 1348 году от чумы
- Уберто, женился на Джованне Маньери, на Гвидучче Креста и на Сандра Ферруччи.